# Edward Stevenson
Edward Stevenson (Pocatello, 13 de maio de 1906 — 2 de dezembro de 1968) é um figurinista estadunidense. Venceu o Oscar de melhor figurino na edição de 1961 por The Facts of Life, ao lado de Edith Head.